# Grande synagogue de Dantzig (1887-1939)
Pour les articles homonymes, voir Grande synagogue.

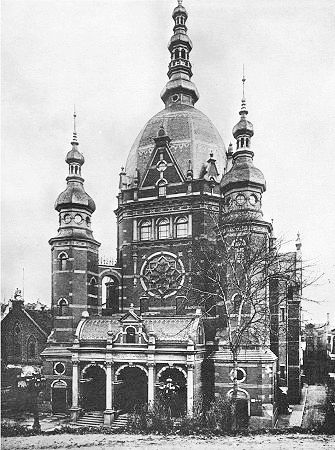
Vue d'ensemble de la synagogue

La Grande Synagogue de Dantzig (en polonais : Wielka Synagoga) (en allemand : Neue Synagoge) est la plus grande synagogue de la ville jusqu'à sa destruction par les autorités nazies en 1939. Construite entre 1885 et 1887, Dantzig appartenait alors à l'Empire allemand. Devenue « ville libre » après la Première Guerre mondiale, puis annexée au Reich allemand en 1939, Dantzig est redevenue une ville polonaise après la Seconde Guerre mondiale sous le nom de Gdańsk.

## La communauté juive avant le nazisme
Les premiers marchands juifs apparaissent à Gdansk au XIe siècle. Au cours du règne des princes de Poméranie la colonisation juive dans la ville marque le pas. En 1308, les chevaliers teutoniques autorisent les marchands juifs à s'y installer. La ville connait un afflux de Juifs de Lituanie et de la Couronne après son annexion par le royaume de Pologne en 1454. Les marchands juifs commercent les céréales avec la noblesse polonaise. En 1616, Gdansk comptait environ 500 Juifs. En 1724, ont été fondées les communautés de Chevra Kadisha et Bikur Chojlim. Les imprimeries juives de Rathke et Schrott Tiferet Jisroel furent créées.  
La Prusse annexe la ville en 1793. En 1816, 3 798 Juifs vivaient en ville. Jusqu’en 1883 coexistèrent cinq communautés juives (kahals). Dans les années 1880-1890 les cinq communautés s’unirent et la Grande Synagogue fut construite. En 1910, la communauté juive ne compte que 2 390 membres soit à peine 1,4 % de la population totale de la ville.  
Avant la Première Guerre mondiale, sous l'Empire allemand, la communauté juive de Dantzig est très semblable à toutes les communautés juives d'Allemagne. Les Juifs se considèrent comme « des Allemands de confession mosaïque » et rejettent en grande majorité les thèses sionistes. Les Juifs jouent un rôle dans l'économie de la ville, principalement dans le commerce et la finance, nettement plus important que leur poids numérique.  
Après la Première Guerre mondiale, de nombreux Juifs de Prusse-Occidentale sous domination polonaise se réfugient dans la ville libre de Danzig, alors sous l'autorité des Nations-Unies. En 1929, vivaient à Dantzig de manière permanente 5 873 Juifs dont 4 311 personnes à Sopot pour une population totale de 235 000 habitants. Au cours de cette période de nombreux Juifs, venant de Pologne et de Russie, résidèrent temporairement dans la ville afin d'obtenir un visa d'émigration pour les États-Unis et le Canada.

## Description de la synagogue

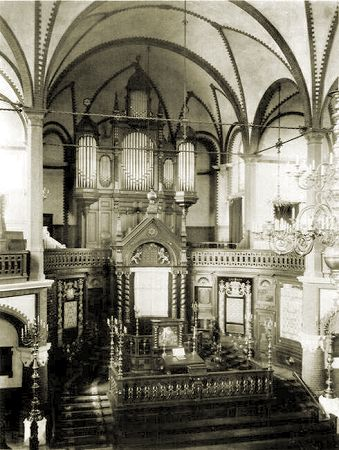
Intérieur de la synagogue vers 1920

La synagogue est située dans la Reitbahnstraße, maintenant Rue Bogusławski.
Elle est construite en style arabo-byzantin, typique de la majorité des synagogues construites à cette époque en Allemagne. De forme rectangulaire allongée, elle fait partie des monuments les plus distinctifs de Dantzig, avec son large dôme, ses deux tours et son lanterneau éclairé de nuit. Au milieu du corps principal un grand vitrail représente une Étoile de David et chaque flèche est surmontée d'une Étoile de David en fer forgé. 
L'intérieur spacieux est surmonté d'une coupole sur pendentifs, d'où pendent d'énormes chandeliers. La salle principale est située sous le dôme. L'Arche Sainte (Aron Kodesh) se trouve sur un piédestal derrière le rideau (parokhet) dans une abside. Au-dessus de l'Arche, les Tables de la Loi (Décalogue) sont supportées par deux lions en pierre. Derrière est situé l'orgue et le chœur de 100 personnes. L'autel (bimah) se trouve derrière le piédestal. 
Plus de 2 000 personnes peuvent assister à l'office. Deux rangées de bancs permettent d'accueillir 1 600 personnes dans la salle principale. Des galeries à arcades massives, supportées par de nombreux piliers, entourent de trois côtés la grande salle, permettant de recevoir plus de 300 femmes. Les murs sont décorés de motifs de plantes, de symboles géométriques et de versets bibliques. La totalité de la synagogue est chauffée et éclairée électriquement, ce qui est encore peu répandu à la fin du XIXe siècle.

## Histoire de la synagogue

### Les débuts
La Grande Synagogue est financée par les cinq communautés réformées de Dantzig. Elle est construite par une entreprise de Berlin, Ende et Boeckman, sélectionnée par le conseil de la communauté. 
La cérémonie officielle de dédicace a lieu le 15 septembre 1887, célébrée par le rabbin de Dantzig, Kossman Werner, en présence du conseil municipal et des représentants des autres confessions. Les rouleaux de la Torah sont transportés de la vieille synagogue de Dantzig et de deux autres synagogues et placés dans l'Arche Sainte et la Lumière Éternelle est allumée. La Grande Synagogue devient le lieu de réunion des Juifs réformés de Dantzig. 
Au début du XXe siècle, la synagogue est un des foyers les plus actifs du judaïsme réformé. Un grand musée du judaïsme contient de nombreux trésors rares et anciens, et plus particulièrement la collection de Lesser Giełdziński. De nombreux concerts sont donnés dans ses murs, et la synagogue devient un centre de conférences où affluent rabbins et professeurs de nombreux pays.

### La montée de l'antisémitisme
Les années 1920, voient la montée de l'antisémitisme et du parti nazi en Allemagne. Dantzig est lié étroitement à l'Allemagne, malgré sa séparation officielle décidée lors du Traité de Versailles (1919), et devient une ville dangereuse pour les Juifs, surtout après les élections de mars 1933, gagnées par le parti nazi qui dirige alors la ville. La synagogue peu après fait l'objet de deux tentatives d'incendies. Ces incendies ont pu être éteints très rapidement par une milice locale formée par la population juive pour protéger le bâtiment. 
Alors que la constitution de la ville libre de Dantzig assure aux Juifs de Dantzig une plus grande protection qu'aux Juifs d'Allemagne, des sympathisants nazis envahissent la synagogue en août 1938 et piétinent les rouleaux de la Torah. Les dirigeants de la communauté décident alors de mettre en sûreté certains des trésors et les archives de la synagogue. Les archives sont expédiées à Jérusalem, la bibliothèque à Vilnius, et le musée aux États-Unis. En même temps, la pression fiscale sur la communauté devenant telle, la synagogue est forcée de vendre ses orgues à Cracovie, les chandeliers à Varsovie et les bancs à Nowy Port. 
Le point culminant des menaces se situe dans la nuit du 12 au 13 novembre 1938, prolongation des pogroms de la Nuit de Cristal qui se sont déroulés dans le Reich allemand dans la nuit du 9 au 10 novembre. 
Comme en Allemagne, les SA vandalisent et pillent de nombreux commerces et maisons appartenant aux Juifs. Les synagogues des villes voisines de Langfuhr et de Sopot sont incendiées. La Grande synagogue n'est épargnée qu'en raison de la garde menée par des vétérans juifs de la grande guerre. 
Dans les jours qui suivent, plus de 1500 Juifs fuiront vers la Pologne voisine.

### La fin de la Grande synagogue

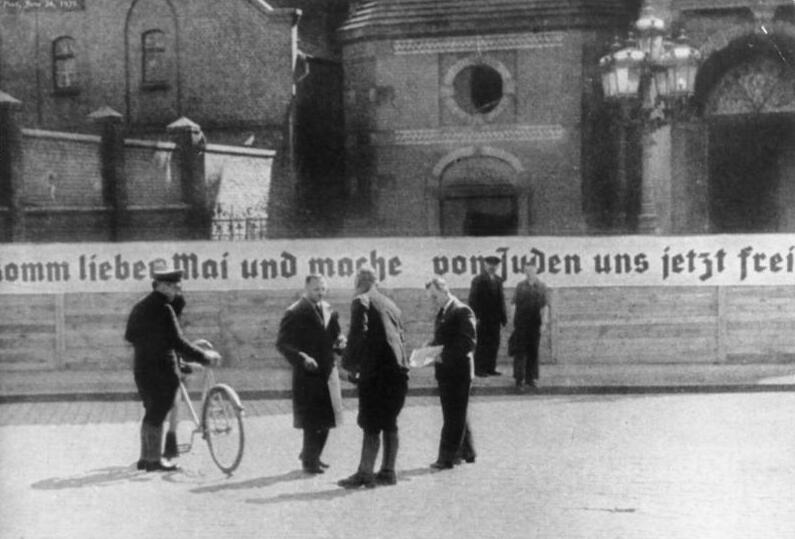

Ceci n'est pas suffisant, et début 1939, la communauté juive est forcée de vendre la synagogue au sénat de Dantzig. Le 15 avril 1939 a lieu le dernier office et aussitôt après, le sénat prend le contrôle du bâtiment. Une grande banderole est accrochée sur les grilles du bâtiment avec le texte: 
"Komm lieber Mai und mache von Juden uns jetz frei"
(Viens, cher mois de mai, et libère nous maintenant des Juifs).
Le 2 mai 1939, le gouvernement de la ville, dominé par les nazis, commence la destruction de la synagogue.

## La fin de la communauté juive
La majorité des Juifs habitant Dantzig fuit la ville et début 1939, il reste moins de 1200 Juifs sur les 12000 que comptait la communauté avant l'arrivée au pouvoir des nazis. 
Après l'invasion de la Pologne par les Allemands le 1er septembre 1939, les troupes nazies entrent dans la ville, éradiquant toute résistance et annexant Dantzig au Reich allemand. Pendant la Seconde Guerre mondiale, la majorité des Juifs restés à Dantzig sont déportés et périssent pendant la Shoah.
Après la guerre, Dantzig est transférée à la Pologne et prend le nom de Gdansk. Les rares Juifs survivants émigrent pour la plupart vers Israël, et certains vers les États-Unis.  
Le site de la synagogue est vacant. Une partie du terrain appartient à la communauté juive de Gdansk, tandis qu'une autre partie est propriété de l'Urząd Ochrony Państwa (Office de Protection de l'État) et sur le reste est prévue la construction d'un théâtre. 
Il n'y a aucun projet réaliste de reconstruction de la synagogue.